# Chiesa di Sant'Apollinare (Sori)
La chiesa di Sant'Apollinare è un luogo di culto cattolico situato nella frazione di Sant'Apollinare nel comune di Sori, nella città metropolitana di Genova. La chiesa è sede della parrocchia omonima del vicariato di Bogliasco-Pieve-Sori dell'arcidiocesi di Genova.

## Storia e descrizione

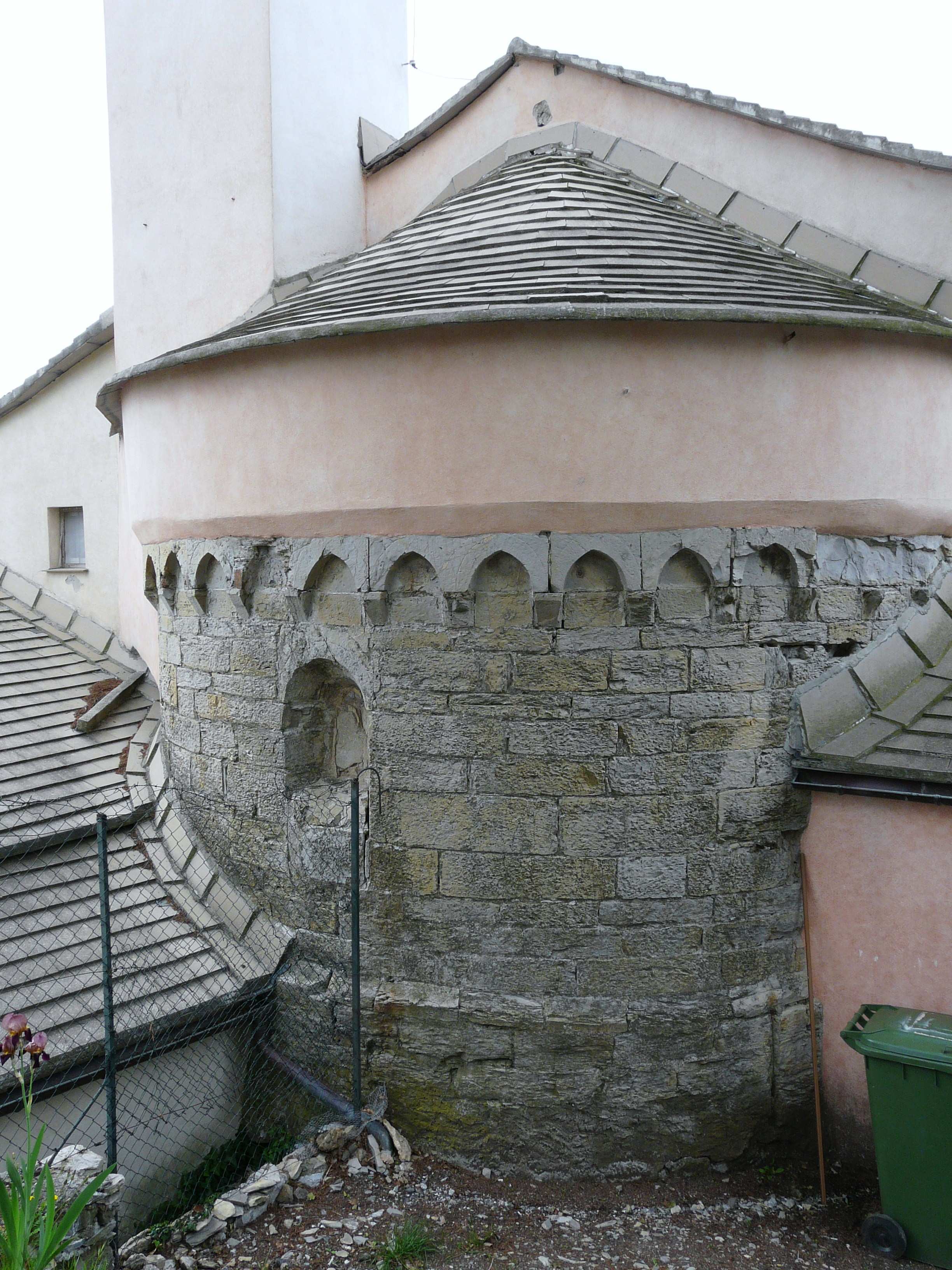
Particolare dell'abside esterno

Secondo alcuni atti la chiesa, intitolata a sant'Apollinare e l'unica con questo nome nell'intera arcidiocesi di Genova, fu nominata per la prima volta il 23 luglio del 1195. La tradizione vuole che l'edificio fu costruito per voto di un certo Apollinare Cavassa intorno al XIII secolo e potrebbero risalire a questo periodo la ricostruzione e l'ampliamento della struttura.
Sempre nel Duecento - nei primi decenni - fu dapprima parrocchia autonoma, poi unita alla pieve di Santa Margherita di Sori e nuovamente distaccata verso la fine del XIV secolo. Un atto notarile, datato al 30 agosto 1310, attesta che la chiesa fu incorporata nella parrocchia di Sori sotto la guida parrocchiale di prete Gaialdo. Tra i cappellani che l'officiarono vi fu dal 3 gennaio 1400 al 26 agosto 1401 Simone Fieschi; quest'ultimo venne nominato in seguito vescovo di Caffa nella colonia genovese in Crimea.
Nuovamente unita alla comunità parrocchiale di Sori dal 1420 al 1458, si distaccò da essa nel periodo tra il 1556 e il 1564; durante la visita apostolica di monsignor Francesco Bossi (vescovo di Novara), nel 1582, egli stesso la trovò distaccata da Sori e autonoma. La sua struttura corrisponde al disegno originale dell'antica costruzione e solamente il campanile dovette essere ricostruito nel 1854 e ancora nel 1885 dopo il cedimento a causa di un fulmine il 14 ottobre dello stesso anno.